# Bifrenaria venezuelana
Bifrenaria venezuelana C.Schweinf. (1965), es una especie de orquídea epífita originaria de la Selva amazónica.

## Características
Es una especie herbácea de pequeño tamaño, que prefiere clima cálido a fresco, es epífita. Es una especie de transición entre los dos grupos de Bifrenaria porque sus flores, que se asemejan a las especies con flores muy grandes, son pequeñas, pero, además, sus pseudobulbos son muy espaciados, algo que sólo ocurre en Bifrenaria longicornis, sin embargo, ofrece muchas más inflorescencias con flores y una larga rodadura en la base del labio.

## Distribución y hábitat
Se encuentra en la selva amazónica, en Venezuela y Brasil.

## Taxonomía
Bifrenaria venezuelana fue descrito por Charles Schweinfurth y publicado en American Orchid Society Bulletin 34: 38. 1965.
Etimología
Bifrenaria: nombre genérico que deriva de las palabras griegas: bi (dos); frenum freno o tira. Aludiendo a los dos tallos parecidos a tiras, estipes que unen los polinios y el viscídium. Esta característica las distingue del género Maxillaria.

venezuelana: epíteto geográfico que alude a su localización en Venezuela.